# アトリエローク07
株式会社アトリエローク07（アトリエローク ゼロナナ）は、アニメーション制作のうち、背景画の制作を主な事業内容とする日本の企業。杉並アニメ振興協議会会員。

## 概要・沿革
東京ムービー出身の川本征平がマヤ遺跡の拓本を取る仕事のためメキシコに渡った後、アニメ業界に復帰し、数社の背景スタジオでの活動を経て、藤岡豊のオファーに応えるため、1969年（昭和44年）に工藤剛一ら仕事仲間と「有限会社アトリエローク」を設立した。当初は影山勇率いる「現代制作集団」の外注スタジオとして活動していた。千葉秀雄主宰の「七一画房」が解散すると、川井憲、沼井信朗が移籍し、美術スタッフ・美術監督として長きに渡って支えた。
社名の「ローク」とは創設した"69"年から捩ったものである。元々は「アトリエ69」（初期の美術参加作品でクレジットされていた）としたかったが、当時は数字を入れた社名を商号として登記することができなかったという。日本アニメーション、シンエイ動画を中心とした作品での背景美術を担当する、アニメーション美術界の老舗である。
東南アジアにパートナースタッフがおり、一部作品では日本人名のようなペンネームでクレジットされている。そのスタッフらは2006年（平成18年）、新たに「Aterier KARO」（アトリエKARO）を立ち上げている。
2007年（平成19年）11月11日、株式会社に組織変更し、それと同時に現社名に変更した。また社名変更の際、設立以来同社の代表を務めていた川本が退任し、森元茂が二代目代表取締役に就任した。

## 携わった主な作品

### テレビアニメ
- モンシェリCoCo（1972年）
- マジンガーZ （1972年-1974年）
- バビル2世（1973年）
- ドラえもん (1973年のテレビアニメ) （1973年）
- エースをねらえ! （1973年）
- グレートマジンガー （1974年-1975年）
- ゲッターロボ （1974年-1975年）
- ゲッターロボG （1975年-1976年）
- 大空魔竜ガイキング （1976年-1977年）
- ジェッターマルス （1977年）
- 未来少年コナン （1978年）
- 銀河鉄道999 （1978年-1981年）
- ドラえもん (1979年のテレビアニメ) （1979年-）
- 怪物くん （1980年-1982年）
- ゲームセンターあらし （1982年）
- うる星やつら （1981年-1986年）
- フクちゃん （1982年-1984年）
- 一ッ星家のウルトラ婆さん （1982年-1983年）
- パーマン （1983年-1985年）
- イーグルサム （1983年-1984年）
- オバケのQ太郎 （1985年-1987年）
- 愛少女ポリアンナ物語 （1986年）
- サンゴ礁伝説 青い海のエルフィ （1986年）
- 愛の若草物語 （1987年）
- エスパー魔美 （1987年-1989年）
- 美味しんぼ （1988年-1992年/協力）
- ピーターパンの冒険 （1989年）
- ビリ犬なんでも商会 （1989年）
- チンプイ （1989年-1991年）
- ちびまる子ちゃん （第1期：1990年-1992年／第2期：1995年-）
- 21エモン （1991年-1992年）
- 風の中の少女 金髪のジェニー （1992年-1993年）
- クレヨンしんちゃん （1992年-）
- 忍たま乱太郎 （1993年-）
- 七つの海のティコ （1994年）
- 魔法陣グルグルシリーズ
  - 魔法陣グルグル （1994年/協力）
  - ドキドキ♡伝説 魔法陣グルグル （2000年/協力）
- ママはぽよぽよザウルスがお好き （1995年-1996年）
- 家なき子レミ （1996年-1997年）
- 中華一番! （1997年-1998年）
- 男はつらいよ 寅次郎忘れな草 （1998年）
- 花さか天使テンテンくん （1998年-1999年）
- スクライド （2001年）
- テニスの王子様シリーズ
  - テニスの王子様 （2001年-2005年）
  - 新テニスの王子様 （2012年）
- Cosmic Baton Girl コメットさん☆ （2001年-2002年）
- ギャラクシーエンジェルA （2002年）
- 流星戦隊ムスメット （2004年）
- 神無月の巫女 （2004年/協力）
- 韋駄天翔 （2005年-2006年）
- ヤマトナデシコ七変化♥ （2006年-2007年）
- School Days （2007年/協力）
- 天才? Dr.ハマックス （2007年）
- 一期一会 恋バナ友バナ （2007年-2008年）
- ARIA The ORIGINATION （2008年/協力）
- 魔法遣いに大切なこと 〜夏のソラ〜 （2008年）
- あかね色に染まる坂 （2008年）
- スティッチ! （2008年）
- こんにちは アン 〜Before Green Gables （2009年）
- タユタマ -Kiss on my Deity- （2009年）
- 化物語 （2009年/協力）
- 鋼の錬金術師 FULLMETAL ALCHEMIST （2010年/協力）
- 銀魂' （2011年/協力）
- 異国迷路のクロワーゼ The Animation （2011年）
- クロスファイト ビーダマンシリーズ
  - クロスファイト ビーダマン （2011年-2012年）
  - クロスファイト ビーダマン es （2012年-2013年）
- 侵略!?イカ娘 （2011年/協力）
- 戦姫絶唱シンフォギア シリーズ
  - 戦姫絶唱シンフォギア （2012年）
  - 戦姫絶唱シンフォギアG （2013年）
- ゆるめいつ 3でぃ シリーズ （2012年）
  - ゆるめいつ 3でぃ
  - ゆるめいつ 3でぃPLUS
- GJ部 シリーズ
  - GJ部（2013年）
  - GJ部＠（2014年）
- ガールズ&パンツァー （2012年-2013年/協力）
- 変態王子と笑わない猫。 （2013年）
- 未確認で進行形 （2014年）
- FAIRY TAIL 2期 （2014年）
- ソウルイーターノット! （2014年）
- トライブクルクル （2014年）
- 怪盗ジョーカー （2014年/協力）
- プラスティック・メモリーズ （2015年）
- ブレイブビーツ （2015年/協力）
- アクエリオンロゴス （2015年）
- 三者三葉 （2016年/第1話-第4話）
- マギ シンドバッドの冒険 （2016年/協力）
- orange （2016年/協力）
- ヘボット! （2016年-2017年）
- ドリフェス! （2016年）
- ろんぐらいだぁす! （2017年/協力）
- 王室教師ハイネ （2017年/協力）
- Code:Realize ～創世の姫君～ （2017年）

### OVA
- HUNTER×HUNTER（OVA第1期） （2002年）
- あかね色に染まる坂 ハードコア （2010年）
- ブラック★ロックシューター （2010年/協力）
- ムダヅモ無き改革 （2010年）
- たまゆら （2010年/協力）
- 新テニスの王子様 （2012年-2013年）
- 絶滅危愚少女　Amazing Twins （2014年）

### WEBアニメ
- +チック姉さん （2011年-2012年）
- クレヨンしんちゃん外伝 エイリアン vs. しんのすけ （2016年）
- クレヨンしんちゃん外伝 おもちゃウォーズ（2016年）

### 劇場作品
- 映画ドラえもんシリーズ （1980年-2004年／2006年-）
- 映画クレヨンしんちゃんシリーズ （1993年-）
- 忍たま乱太郎シリーズ
  - 映画 忍たま乱太郎 （1996年）
  - 劇場版アニメ 忍たま乱太郎 忍術学園 全員出動!の段 （2011年）
- 劇場版ポケットモンスターシリーズ （1998年-）[4]
- マイマイ新子と千年の魔法 （2009年/協力）
- カラフル （2010年/協力）
- 神秘の法 （2012年）
- ONE PIECE FILM Z （2012年/協力）
- 劇場版 FAIRY TAIL 鳳凰の巫女 （2012年/協力）
- 映画かいけつゾロリ シリーズ
  - 映画かいけつゾロリ だ・だ・だ・だいぼうけん! （2012年/協力）
  - 映画かいけつゾロリ まもるぜ!きょうりゅうのたまご（2013年）
- 言の葉の庭 （2013年/協力）
- THE IDOLM@STER MOVIE 輝きの向こう側へ! （2014年/協力）
- 天才バカヴォン〜蘇るフランダースの犬〜 （2015年）
- それいけ!アンパンマン ブルブルの宝探し大冒険! （2017年）